# Općina Metlika
Općina Metlika (slo.: Občina Metlika) je općina u istočnoj Sloveniji u pokrajini Dolenjskoj i statističkoj regiji Jugoistočna Slovenija. Središte općine je grad Metlika s 3.225 stanovnika. 

## Zemljopis
Općina Metlika nalazi se u južnom dijelu države i pogranična je prema Hrvatskoj. Općina obuhvaća istočni dio povijesne pokrajine Bele Krajine. U južnom dijelu općine nalazi se dolina granične rijeke Kupe.
U općini vlada umjereno kontinentalna klima. Najveći vodotok je pogranična rijeka Kupa. Svi ostali vodotoci su manji i pritci su Kupe.

## Naselja u općini
Bereča vas, Boginja vas, Bojanja vas, Boldraž, Boršt, Božakovo, Božič Vrh, Brezovica pri Metliki, Bušinja vas, Dole, Dolnja Lokvica, Dolnje Dobravice, Dolnji Suhor pri Metliki, Drage, Dragomlja vas, Drašiči, Čurile, Geršiči, Gornja Lokvica, Gornje Dobravice, Gornji Suhor pri Metliki, Grabovac, Gradac, Grm pri Podzemlju, Hrast pri Jugorju, Jugorje pri Metliki, Kamenica, Kapljišče, Klošter, Krasinec, Krašnji Vrh, Krivoglavice, Križevska vas, Krmačina, Mačkovec pri Suhorju, Malo Lešče, Metlika, Mlake, Okljuka, Okno, Otok, Podzemelj, Prilozje, Primostek, Radovica, Radoviči, Radoši, Rakovec, Ravnace, Rosalnice, Sela pri Jugorju, Slamna vas, Svržaki, Škemljevec, Škrilje, Trnovec, Vidošiči, Zemelj, Želebej, Železniki

## Vanjske poveznice
- Službena stranica općine